# Paraíso do Norte
Paraíso do Norte ist ein brasilianisches Munizip im Bundesstaat Paraná. Es hat xxx Einwohner (2022), die sich Paraisenser-do-Norte nennen. Seine Fläche beträgt 205 km². Es liegt 359 Meter über dem Meeresspiegel.

## Etymologie
Der Name Paraíso do Norte wurde dem Ort von seinem Gründer gegeben. Er brachte damit zum Ausdruck, dass die üppigen und fruchtbaren Böden hier im Norden Paranás ein wahres Paradies für die Siedler darstellten.

## Geschichte

### Provinz Guayrá
1628: António Raposo Tavares eroberte mit 3000 Bandeirantes das Viereck zwischen Paranapanema, Iguaçu, Tibaji und Paraná, einschließlich des gesamten Tals des Ivaí, in dem das heutige Paraíso do Norte liegt, und zerstörte alle Jesuitenreduktionen.

### Neubesiedlung ab Mitte des 20. Jahrhunderts
1943:  Leôncio de Oliveira Cunha führte im Auftrag der Regierung von Paraná die erste topografische Vermessung durch. Staatsoberhaupt war damals Bundesinterventor Manoel Ribas. Das Gebiet des heutigen Paraíso do Norte war Teil des nicht vergebenen Landes, die dringend abgemarkt werden mussten. Teile dieser Ländereien wurden von José Dangui Pacheco, Hernane Guarita Cartacho, Deputado Lustosa de Oliveira und Simão Shoeder mit der Absicht erworben, Handel zu treiben und nicht zu kolonisieren.
1949: Leôncio de Oliveira Cunha und sechs weitere Partner erwarben dieses Land mit der Absicht, in ein Kolonisierungsunternehmen zu investieren. Im selben Jahr wurde eine Lichtung gerodet. Damit begann in einem Gebiet von 1400 Alqueires (3400 ha), das zur Gleba Nr. 3 von Paranavaí gehörte, die Abgrenzung kleinerer Parzellen. Die ersten Pioniere trafen ein, rodeten den Wald, bauten ihre Behausungen und begannen mit den Anpflanzungen. Nach und nach wuchs das Lager und es entstand eine Siedlung. Zunächst war geplant, Paraíso do Norte zum zentralen Pol der Region zu machen und ihn direkt mit Maringá zu verbinden.
Zehn Traktoren wurden von der Siedlungsgesellschaft gekauft und der Bau der Straße begann. Aus wahlpolitischen Gründen veranlasste der Abgeordnete Acyoli Filho jedoch, dass die Straße nur Maringá mit Paranavaí verbindet und Paraíso do Norte zurückstehen musste. Zu dieser Zeit kaufte Leôncio de Oliveira Cunha die Anteile seiner Partner und erwarb drei Flugzeuge, die als Lufttaxi eingesetzt wurden. Gleichzeitig gründete er das Busunternehmen Vale do Ivaí, das Paraíso do Norte mit Londrina verbindet. Von diesem Jahr an kamen die ersten Einwohner der Gemeinde aus São Paulo, Minas Gerais, Santa Catarina und Rio Grande do Sul. Dabei handelte es sich überwiegend um Nachkommen von Italienern, Spaniern, Deutschen, Japanern, Portugiesen, Syrern, Libanesen oder Türken. Der Verkauf von Grundstücken ging schnell vonstatten. In kurzer Zeit wurden 16 Sägewerke errichtet.

### Kaffeeanbau
1950: Mit der großen Entwaldung begann der Kaffeezyklus. Die erste Schule wurde mit dem Namen Manoel Ribas gegründet.
1951: Die ersten Geschäfte, eine Apotheke und eine Bäckerei wurden eröffnet.
1952: Die erste katholische Kirche wurde von Leôncio de Oliveira Cunha gebaut. Zu dieser Zeit gab es in Paraíso do Norte bereits 50 Häuser und die Landbevölkerung erreichte 12.000 Einwohner.
1969: In ganz Paraná kommt es zu einem großen allgemeinen Frost, der den Kaffeebauern im Nordwesten des Staates große Verluste bescherte.
1970: Große ländliche Gebiete, die von Kaffeeplantagen eingenommen wurden, wurden durch Weiden und den Anbau von Weizen, Soja und Baumwolle ersetzt.
1975: Im Juli kam es zu einem starken Frost, der die Kaffeeplantagen endgültig zerstörte. Damit begann die Landflucht, die sich zu einem sozialen Problem entwickelte. Ehemalige Siedler, Pächter und Kleingewerbetreibende waren gezwungen, in andere Bundesstaaten, umliegende Städte oder in den Kernort des Munizips abzuwandern. So entstand die so genannte "Boia-fria" (Tagelöhner), die in den Außenbezirken der Städte leben und in der Erntezeit zeitlich befristete Dienste leisten.

### Industrielle Entwicklung
1979: Die Coopcana - Cooperativa Agrícola Regional de Produtores de Cana Ltda. wird gegründet. Die Brennerei befindet sich in der Gemeinde São Carlos do Ivaí, der Verwaltungssitz in Paraíso do Norte.
1980: Es beginnt der Zuckerrohrzyklus.
1982 bis 1994: Die Alkoholbrennerei nimmt 1982 ihren Betrieb auf. Coopcana leitet damit den Beginn eines neuen Wirtschaftskreislaufs in der Gemeinde ein, indem sie den Landwirten eine sichere Alternative und der Bevölkerung eine sichere Arbeit gibt. Bei jeder Ernte, die etwa sechs Monate (Mai bis Dezember) dauert, beschäftigt die Genossenschaft in der Gemeinde Paraíso do Norte Hunderte von Zeitarbeitern aus dem gesamten Nordwesten Paranás. Sie hat etwa 250 Angestellte im Verwaltungs- und im Technikbereich.
1994: Ein Flächennutzungsplan wird beschlossen, der die Richtung für die Zukunft der Gemeinde vorgibt.
1995 bis 2001: Es wird eine intensive Suche nach Lösungen für die im Flächennutzungsplan diagnostizierten Probleme und Ursachen in den Bereichen Umwelt, Gesundheit und soziale Förderung, Bauwesen und Städtebau, Wohnungsbau, Handel und Industrie eingeleitet.

### Erhebung zum Munizip
Paraíso do Norte wurde durch das Staatsgesetz Nr. 253 vom 26. November 1954 in den Rang eines Munizips erhoben und am 27. November 1955 als Munizip installiert.

## Geografie

### Fläche und Lage
Paraíso do Norte liegt auf dem Terceiro Planalto Paranaense (der Dritten oder Guarapuava-Hochebene von Paraná) auf 23° 16′ 51″ südlicher Breite und 52° 36′ 07″ westlicher Länge. Es hat eine Fläche von 205 km². Es liegt auf einer Höhe von 359 Metern.

### Vegetation
Das Biom von Paraíso do Norte ist Mata Atlântica.

### Klima
In Paraíso do Norte herrscht tropisches Klima. Die meiste Zeit im Jahr ist mit erheblichem Niederschlag zu rechnen. Selbst im trockensten Monat fällt eine Menge Regen. Die Klimaklassifikation nach Köppen und Geiger lautet Af. Es herrscht im Jahresdurchschnitt eine Temperatur von 23,0 °C. Innerhalb eines Jahres gibt es 1570 mm Niederschlag.

### Gewässer
Der Ivaí bildet die südliche Grenze des Munizips. Eine Reihe von Bächen fließen ihm zu, zum Beispiel der Ribeirão Dezanove, der Rio Surucuá oder der Córrego Agua Fria.

### Straßen
Paraíso do Norte ist über die PR-492 mit Paranavaí im Norden und Rondon im Süden verbunden. Über die PR-559 kommt man im Osten nach São Carlos do Ivaí und im Westen nach Mirador.

### Nachbarmunizipien
|                      | Nova Aliança do Ivaí                        | Tamboara           |
| Mirador              | Kompassrose, die auf Nachbargemeinden zeigt | São Carlos do Ivaí |
| Guaporema und Rondon | São Manoel do Paraná                        |                    |

## Stadtverwaltung
Bürgermeister: Carlos Alberto Vizzotto, PT (2021–2024)

## Demografie

### Bevölkerungsentwicklung
| Jahr | Einwohner | Stadt | Land |
| ---- | --------- | ----- | ---- |
| 1960 | 21.218    | 29 %  | 71 % |
| 1970 | 11.716    | 44 %  | 56 % |
| 1980 | 7.834     | 65 %  | 35 % |
| 1991 | 8.875     | 81 %  | 19 % |
| 2000 | 9.739     | 90 %  | 10 % |
| 2010 | 11.772    | 94 %  | 6 %  |
| 2022 | 13.245    |       |      |

Quelle: IBGE (2011) und Volkszählung 2022

### Ethnische Zusammensetzung
| Gruppe *    | 1991    | 2000    | 2010    | wer sich als ...                                                                 |
| ----------- | ------- | ------- | ------- | -------------------------------------------------------------------------------- |
| Weiße       | 58,5 %  | 71,9 %  | 57,0 %  | weiß bezeichnet                                                                  |
| Schwarze    | 4,8 %   | 1,9 %   | 3,9 %   | schwarz bezeichnet                                                               |
| Gelbe       | 1,7 %   | 0,5 %   | 1,8 %   | von fernöstlicher Herkunft wie japanisch, chinesisch, koreanisch etc. bezeichnet |
| Braune      | 35,0 %  | 25,1 %  | 37,3 %  | braun oder als Mischung aus mehreren Gruppen bezeichnet                          |
| Indigene    | 0,0 %   | 0,0 %   | 0,1 %   | Ureinwohner oder Indio bezeichnet                                                |
| ohne Angabe | 0,0 %   | 0,5 %   | 0,0 %   |                                                                                  |
| Gesamt      | 100,0 % | 100,0 % | 100,0 % |                                                                                  |

*) Anmerkung: Das IBGE verwendet für Volkszählungen ausschließlich diese fünf Gruppen. Es verzichtet bewusst auf Erläuterungen. Die Zugehörigkeit wird vom Einwohner selbst festgelegt.
Quelle: IBGE (Stand: 1991, 2000 und 2010).